# Puur
Puur è un album della band Woven Hand, pubblicato nel 2006.

## Brani
1. To Make a Ring - 4:32
2. Breathing Bull - 1:30
3. Shun - 4:35
4. Horse Head - 3:47
5. Lulah Harp - 2:45
6. Low Estate - 4:01
7. Twig - 2:12
8. Dirty Blue - 4:44
9. Lena's Song - 3:20
10. Silver Saddle - 3:31